# La Traversée de l'Atlantique à la rame
Pour plus de détails, voir Fiche technique et Distribution.
La Traversée de l'Atlantique à la rame est un court métrage français réalisé par Jean-François Laguionie en 1979.

## Synopsis
Pendant le générique de début est intercalée une première scène : l'épave d'une barque vide de tout occupant est rejetée par la mer sur une plage. À bord se trouve encore un cahier couvert d'écriture. L'histoire proprement dite commence ensuite. Au début du XXe siècle, un couple d'amoureux, financé par le journal The Daily Star, part des États-Unis et se lance dans une traversée de l'Océan Atlantique à la rame, à bord d'une petite barque. Ils ont embarqué divers objets de la vie quotidienne ainsi que des instruments de musique, et tiennent un journal de leur voyage sur un cahier. À mesure que le temps passe et qu'ils s'éloignent au large, leur voyage prend un tour de plus en plus fantastique.

## Fiche technique
- Titre : La Traversée de l'Atlantique à la rame
- Réalisation : Jean-François Laguionie
- Scénario : Jean-Paul Gaspari, Jean-François Laguionie
- Musique originale : Pierre Alrand
- Image : Jean-François Laguionie
- Montage : Claude Reznik
- Bruitage :Jonathan Liebling
- Techniciens du son : Christian Dusfour, Jonathan Liebling (bruiteur), Daniel Mellinger, Robert Thuillier
- Sociétés de production : Institut national de l'audiovisuel (INA), Médiane Films
- Date de sortie : 1979
- Durée : 24 minutes
- Pays :  France
- Langue : français
- Format : couleur, 16 mm

## Voix françaises
- Charlotte Maury-Sentier
- Jean-Pierre Sentier

## Diffusions
Le court métrage est présenté au Festival de Cannes en mai 1978, puis est diffusé en France le 25 octobre 1979.
Ce film a été numérisé et restauré en 2012 par la société Lumières numériques, dans l'optique de sa diffusion au Festival de Clermont-Ferrand 2013 pour les 30 ans du festival.

## Récompenses
Le court métrage remporte la Palme d'or du court métrage au festival de Cannes 1978, le Grand prix du Festival international du film d'animation d'Ottawa 1978, et le César du meilleur court-métrage d'animation en 1979.